# Rani Khedira
Rani Khedira (Stuttgart, 1994. január 27. –) német-tunéziai labdarúgó az 1. FC Union Berlin és a német korosztályos válogatott középpályása.

## Pályafutása

### VfB Stuttgart
Gyerekkorában a TV Oeffingen csapatában ismerkedett a labdarúgás alapjaival, majd a VfB Stuttgart akadémiájának lett a tagja, ahol a 2009/10 szezonban az U17-es csapatnak volt a játékosa és 19 mérkőzésen 2 gólt szerzett. A következő szezonban már 24 mérkőzésen 10 gólt szerzett, amivel bizonyította, hogy helye van a csapatban. 2012. január 28-án debütált Jürgen Kramny edzősége idején a VfB Stuttgart II csapatában a FC Rot-Weiß Erfurt ellen 3-1-re elvesztett bajnoki mérkőzésen. Ebben a szezonban az U19-es csapatban is szerepelt. Október 23-án felkerült a felnőtt csapatban, ahol a VfL Wolfsburg és a Borussia Dortmund elleni bajnoki mérkőzésen a kispadon kapott szerepet Bruno Labbadiától, de egyik mérkőzésen sem lépett pályára.
2013. január 28-án meghosszabbította a klubbal a szerződését 2015-ig. 2013. szeptember 1-jén debütált a Bundesligában a TSG 1899 Hoffenheim ellen 6-2-re megnyert bajnoki mérkőzésen a 79. percben Thomas Schneider a klub menedzsere pályára küldte William Kvist cseréjeként. A szezon során még 8 alkalommal lépett pályára a klubban, azonban Huub Stevens irányítása alatt pályára nem lépett és a kispadra is mindössze két alkalommal ülhetett.

### RB Leipzig
2014 júniusában tárgyalásokat folytatott a Bundesliga 2-be frissen feljutott RB Leipzig csapatával. Június 16-án 2017. július 31-ig szóló szerződést írt alá a klubbal. Augusztus 4-én a VfR Aalen ellen debütált kezdőként. 22 mérkőzésen és 2 kupatalálkozón lépett a szezon során pályára. A következő idényben 19 bajnokin és egy kupamérkőzésen. A szezon végén feljutottak az élvonalba. Az élvonalban 10 mérkőzésen lépett pályára az ezüstérmes csapatban. 2017. június 8-án bejelentették, hogy 2021 nyaráig szóló szerződést írt alá az FC Augsburg csapatával.

### Válogatott
2009. május 21-én húzta magára először a német U15-ös válogatott mezét. A Viersenben megrendezett felkészülési mérkőzésen az amerikaiak elleni 2-0-ra  megnyert korosztályos mérkőzésen küldte pályára Marco Pezzaiuoli szövetségi kapitány.
Augusztus 14-én debütált a 16 éven aluliak között, ahol a svájci U16-os válogatott ellen Levent Ayçiçek cseréjeként bizonyíthatott Steffen Freund kapitánynak.
2011. április 13-án bemutatkozott a U17-esek csapatában is a szerbek elleni felkészülési mérkőzésen, amelyen 1-0 arányban maradtak alul, valamint részt vett a Mexikóban megrendezett 2011-es U17-es labdarúgó-világbajnokságon, ahol bronzérmet szerzett a válogatottal.
2012. november 14-én az U19-es nemzeti csapat tagjaként jegyezte fel első válogatott találatát, a franciák 19 éven aluli válogatottja elleni 3-0-ra megnyert mérkőzésen.

## Statisztika

### Klub
2017. június 8. szerint
| Klub               | Szezon             | Bajnokság | Bajnokság | Kupa  | Kupa  | UEFA  | UEFA  | Egyéb | Egyéb | Összesen | Összesen |
| Klub               | Szezon             | Mérk.     | Gólok     | Mérk. | Gólok | Mérk. | Gólok | Mérk. | Gólok | Mérk.    | Gólok    |
| ------------------ | ------------------ | --------- | --------- | ----- | ----- | ----- | ----- | ----- | ----- | -------- | -------- |
| Stuttgart II       | 2011–12            | 12        | 0         | —     | —     | —     | —     | —     | —     | 12       | 0        |
| Stuttgart II       | 2012–13            | 32        | 0         | —     | —     | —     | —     | —     | —     | 32       | 0        |
| Stuttgart II       | 2013–14            | 10        | 1         | —     | —     | —     | —     | —     | —     | 10       | 1        |
| Stuttgart II       | Összesen           | 54        | 1         | —     | —     | —     | —     | —     | —     | 54       | 1        |
| Stuttgart          | 2012–13            | 0         | 0         | 0     | 0     | 0     | 0     | —     | —     | 0        | 0        |
| Stuttgart          | 2013–14            | 9         | 0         | 0     | 0     | 0     | 0     | —     | —     | 9        | 0        |
| Stuttgart          | Összesen           | 9         | 0         | 0     | 0     | 0     | 0     | 0     | 0     | 9        | 0        |
| RB Leipzig         | 2014–15            | 22        | 0         | 2     | 0     | 0     | 0     | —     | —     | 24       | 0        |
| RB Leipzig         | 2015–16            | 19        | 0         | 1     | 0     | 0     | 0     | —     | —     | 20       | 0        |
| RB Leipzig         | 2016–17            | 10        | 0         | 0     | 0     | 0     | 0     | —     | —     | 10       | 0        |
| RB Leipzig         | Összesen           | 51        | 0         | 3     | 0     | 0     | 0     | 0     | 0     | 54       | 0        |
| RB Leipzig II      | 2014–15            | 1         | 0         | 0     | 0     | 0     | 0     | —     | —     | 1        | 0        |
| RB Leipzig II      | 2015–16            | 2         | 2         | 0     | 0     | 0     | 0     | —     | —     | 2        | 2        |
| RB Leipzig II      | Összesen           | 3         | 2         | 0     | 0     | 0     | 0     | 0     | 0     | 3        | 2        |
| FC Augsburg        | 2017–18            | 0         | 0         | 0     | 0     | 0     | 0     | —     | —     | 0        | 0        |
| FC Augsburg        | Összesen           | 0         | 0         | 0     | 0     | 0     | 0     | 0     | 0     | 0        | 0        |
| Karrierje összesen | Karrierje összesen | 117       | 3         | 3     | 0     | 0     | 0     | 0     | 0     | 120      | 3        |

### Válogatott góljai

#### U19-es válogatott góljai
| #  | Időpont            | Helyszín                                    | Ellenfél      | Állás | Végeredmény | Kiírás              |
| -- | ------------------ | ------------------------------------------- | ------------- | ----- | ----------- | ------------------- |
| 1. | 2012. november 14. | Rhein-Neckar-Stadion, Mannheim, Németország | Franciaország | 2–0   | 3-0         | Barátságos mérkőzés |

## Magánélet
Khedira apja tunéziai, anyja német származású. Testvére szintén labdarúgó aki korábban a Stuttgartban, a Real Madridban, a Juventusban és a Herthaban is játszott valamint a német labdarúgó-válogatott színeiben részt vett a 2010-es labdarúgó-világbajnokságon, a 2012-es labdarúgó-Európa-bajnokságon, a 2014-es labdarúgó-világbajnokságon és a 2016-os labdarúgó-Európa-bajnokságon.

## Külső hivatkozások
- Rani Khedira Archiválva 2015. június 21-i dátummal a Wayback Machine-ben at fifa.com
- Rani Khedira at VfB-Stuttgart.de
- Profilja a Transfermarkt.com oldalán